# 八代女王
八代女王（やしろじょおう/やしろのおおきみ、生没年不詳）は、奈良時代の皇族。名は矢代とも記される。系譜は未詳。位階は従四位下。聖武天皇の妻妾。

## 経歴
「女王」が付いていることから、三世から五世の皇族の出だったと考えられる。飛鳥の出身か。
『続日本紀』に「天平9年（737年）2月に、無位から正五位上に叙せられる」と、「矢代王」の名前が出ている。
『万葉集』には「君により言（こと）の繁きを故郷（ふるさと）の明日香の川に禊しにゆく（あなたのことで人々の噂がやかましいので、その穢れを落とすため、故郷の明日香の川へ禊をしに行って参ります）」という八代女王の歌が収録されている。『新古今和歌集』にも、「みそぎするならの小川の川風に祈りぞわたる下（した）に絶えじと」（禊ぎをするならの小川の川風の中で、神に祈り続けることだ。恋仲が人に知られないで絶えないようにと）が収録されている。
この歌や、彼女が無位から正五位上に叙せられていることから、彼女は聖武天皇の妻の一人だったのではないだろうかと思われる。しかし、聖武天皇が光明皇后と、彼女の背後に控える藤原氏の勢力を憚り、正式に認められない聖武天皇の妻だったのではないかとも考えられている。
聖武天皇崩御後の天平宝字2年12月（759年1月）の『続日本紀』の記事に、八代女王についての、｢従四位下矢代女王の位記を毀つ。先帝に幸せられて志を改むるを以ってなり」という記述が登場する。つまり、先帝の寵愛を受けながら、他の男性へと心変わりしたとして、罰として官位を剥奪されたのではないかと考えられる。
以後の彼女の消息は、不明である。

## 官歴
- 天平9年（737年）2月14日：正五位上
- 時期不詳：従四位下
- 天平宝字2年12月8日（759年1月11日）：位階剥奪？